# Siedlec (gromada w powiecie trzebnickim)
Siedlec (do 31 XII 1959 Pasikurowice) – dawna gromada, czyli najmniejsza jednostka podziału terytorialnego Polskiej Rzeczypospolitej Ludowej w latach 1954–1972.
Gromady, z gromadzkimi radami narodowymi (GRN) jako organami władzy najniższego stopnia na wsi, funkcjonowały od reformy reorganizującej administrację wiejską przeprowadzonej jesienią 1954 do momentu ich zniesienia z dniem 1 stycznia 1973, tym samym wypierając organizację gminną w latach 1954–1972.
Gromadę Siedlec z siedzibą GRN w Siedlcu utworzono – jako jedną z 8759 gromad na obszarze Polski – w powiecie trzebnickim w woj. wrocławskim, na mocy uchwały nr 29/54 WRN we Wrocławiu z dnia 2 października 1954. W skład jednostki weszły obszary dotychczasowych gromad Siedlec, Bukowina, Godzieszowa i Pasikurowice ze zniesionej gminy Skarszyn w tymże powiecie. Dla gromady ustalono 18 członków gromadzkiej rady narodowej.
1 stycznia 1960 do gromady Siedlec włączono obszar zniesionej gromady Pawłowice w tymże powiecie, po czym gromadę Siedlec zniesiono, przenosząc siedzibę GRN z Siedlca do Pasikurowic i zmieniając nazwę jednostki na gromada Pasikurowice.